# Scottrade Center
A Scottrade Center (korábbi néven Kiel Center valamint Savvis Center) egy multifunkcionális sportcsarnok St. Louis városában. Az 1994 óta működő létesítményt jelenleg a St. Louis Blues, a város NHL csapata használja.

## Külső hivatkozások
- Hivatalos honlap (angolul)